# Хужър
Хужър (на английски hoosier /ˈhu.ʒɚ/) обикновено означава жител на (или човек роден в) американския щат Индиана.
В района на Сейнт Луис в щатите Мисури и Илинойс се използва като обидна дума към белите със значение „Бял боклук“ и, за разлика от реднек, хик и хилбили, хужър се използва за хора, живеещи в градска среда.